# Ковнер, Брюс
Брюс Стенли Ковнер (англ. Bruce Stanley Kovner, род. 27 февраля 1945, Бруклин, Нью-Йорк) — американский бизнесмен.
Потомок эмигрантов из Литвы — его дед Натан Ковнер вместе с братом эмигрировал в США из Вильны и поселился в Уильямсберге. Его родители, инженер-электрик Исидор Мойше Ковнер (1916—1982) и София Ковнер (1918—1965), придерживались консервативных взглядов. В 1953 году вся семья (родители и четверо детей) переселилась из Бруклина в долину Сан-Фернандо (Ван-Найс). Мать покончила с собой в 1965 году.
Изучал политологию под руководством Эдуарда Банфилда. Некоторое время работал музыкальным критиком в нескольких периодических изданиях.
Один из ведущих мировых трейдеров межбанковского валютного и фьючерсного рынков. В списке самых богатых людей Америки по версии «Forbes» он занимает 161 место. Миллиардер.
Председатель Американского института предпринимательства. Является одним из ведущих филантропов консервативных учреждений в США.